# Одеса (Нью-Йорк)
Одесса (англ. Odessa) — селище (англ. village) в США, в окрузі Скайлер штату Нью-Йорк. Населення — 517 осіб (2020).

## Географія
Одесса розташована за координатами 42°20′6″ пн. ш. 76°47′17″ зх. д. / 42.33500° пн. ш. 76.78806° зх. д. (42.334999, -76.788114).  За даними Бюро перепису населення США в 2010 році селище мало площу 2,94 км², уся площа — суходіл.

## Демографія
Згідно з переписом 2010 року, у селищі мешкала 591 особа в 247 домогосподарствах у складі 161 родини. Густота населення становила 201 особа/км².  Було 260 помешкань (88/км²).
Расовий склад населення:
| - 98,5 % — білих |

До двох чи більше рас належало 1,5 %. Частка іспаномовних становила 0,5 % від усіх жителів.
За віковим діапазоном населення розподілялося таким чином: 19,5 % — особи молодші 18 років, 62,7 % — особи у віці 18—64 років, 17,8 % — особи у віці 65 років та старші. Медіана віку мешканця становила 42,9 року. На 100 осіб жіночої статі у селищі припадало 94,4 чоловіків;  на 100 жінок у віці від 18 років та старших — 93,5 чоловіків також старших 18 років.
Середній дохід на одне домашнє господарство  становив 51 694 долари США (медіана — 45 278), а середній дохід на одну сім'ю — 62 595 доларів (медіана — 54 583). Медіана доходів становила 36 667 доларів для чоловіків та 43 750 доларів для жінок. За межею бідності перебувало 18,5 % осіб, у тому числі 20,5 % дітей у віці до 18 років та 14,9 % осіб у віці 65 років та старших.
Цивільне працевлаштоване населення становило 323 особи. Основні галузі зайнятості: освіта, охорона здоров'я та соціальна допомога — 34,7 %, роздрібна торгівля — 18,0 %, виробництво — 14,9 %.